# مجید بکایی
مجید بکایی سرتیپ سپاه پاسداران انقلاب اسلامی است، که در فاصله سالهای ۱۳۹۰ تا ۱۳۹۲ به‌عنوان جانشین وزیر دفاع و پشتیبانی نیروهای مسلح فعالیت می‌کرد. 
وی در خلال جنگ ایران و عراق از اعضای سپاه پاسداران انقلاب اسلامی بود. بکایی هم‌اکنون به عنوان دبیرکل دانشگاه و پژوهشگاه عالی دفاع ملی و تحقیقات راهبردی و نماینده وزیر کشور در امور استان‌های کویری و محرومیت‌زدایی فعالیت می‌کند.